# Sachie Matsushita

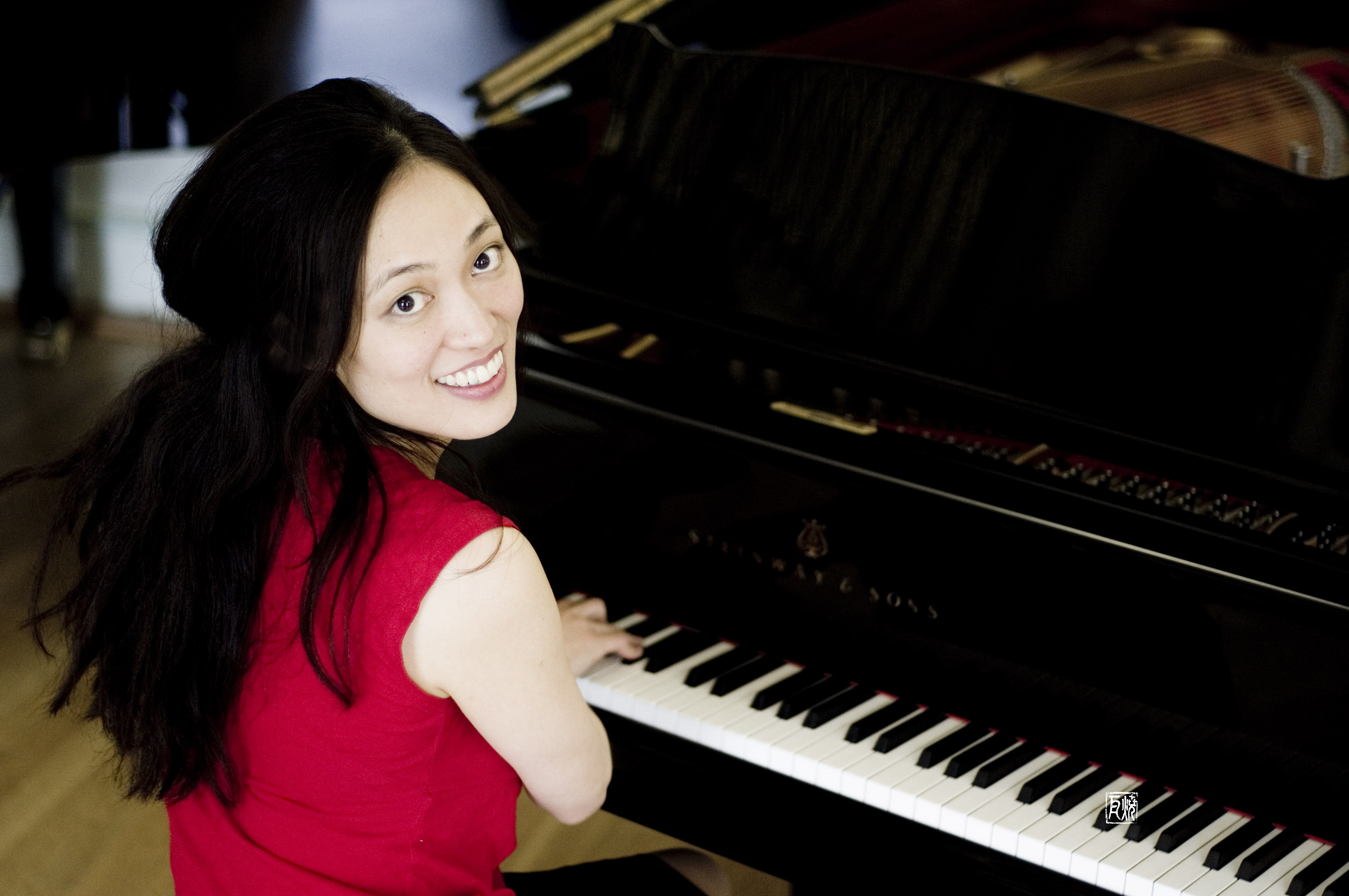
Sachie Matsushita am Flügel

Sachie Matsushita (jap. 松下 幸恵, Matsushita Sachie; * 1976 in der Präfektur Kagoshima; Japan) ist eine japanische Pianistin und Komponistin. Sie lebt in Mannheim.

## Ausbildung
Sie erhielt seit frühester Kindheit eine klassische Klavierausbildung, anfangs in der Yamaha Music School und später in der Togo Music Academy in Kagoshima und war mehrfache Preisträgerin diverser Wettbewerbe. Zwischen dem 16. und 23. Lebensjahr hörte sie mit dem Klavierspielen auf.
Von 1995 bis 1999 studierte sie Pharmazie an der Universität Kumamoto, Japan. Danach arbeitete sie sechs Jahre lang als Pharmazeutin, Forscherin, Dozentin in Japan, Korea und Deutschland in den Bereichen Pharmazie und Medizin.
Mit 23 Jahren hörte sie zum ersten Mal Live-Jazz und entdeckte ihre Leidenschaft für diese Musik. Sie nahm Unterricht bei dem Jazzpianisten Ryoichi Tashima und begann zu komponieren. Den Zugang zum musikalischen Leben fand sie vor allem in Deutschland, wo sie 2004 unter ihrem bisherigen beruflichen Werdegang einen Schlussstrich zog. Sie beschloss, in Deutschland zu bleiben, und studierte von 2006 bis 2008 „Jazz und Popularmusik“ an der Hochschule für Musik und Darstellende Kunst in Frankfurt am Main.

## Tätigkeitsfelder
Matsushita hatte mit der „Japan meets Germany“-Besetzung im Duo, Trio oder Quartett zahlreiche Auftritte auf Jazzfestivals, Jazzclubs und auch bei Benefizkonzerten, sowie Klavierrecitals im klassischen Bereich in Deutschland und Japan. Sie pflegt eine intensive Zusammenarbeit mit folgenden Musikern: Gitarrist Markus Krämer, Cellistin Isabel Eichenlaub, Cellist Stefan Knust, Saxophonist Nicolai Pfisterer, Saxophonist Matthias Dörsam, Bassist Vitold Rek, Bassist Maurice Kühn, Schlagzeuger Erwin Ditzner und Schlagzeuger Philipp Schaeper.
Neben ihrer künstlerischen Tätigkeit arbeitet Sachie Matsushita als Lehrerin an der städtischen Musikschule Schwetzingen.
Seit 2017 betätigt sie sich wieder mehr als klassische Komponistin.
Die Uraufführung der „Messe Paul Gerhardt“ war am 23. Juli 2017 in der evangelischen Paul-Gerhardt-Kirche (Mannheim). Markus Mertens schrieb am 25. Juli 2017 im Mannheimer Morgen:

„Aus dunklen Abgründen zur Erlösung: (…) Die japanische Pianistin Sachie Matsushita scheint für solche Würfe an diesem Ort prädestiniert zu sein. In der Paul-Gerhardt-Kirche getauft, in der Gemeinde sozialisiert und musikalisch durch etliche Projekte anerkannt, wird sie zur Figur, die vor drei Jahren beginnt, Paul Gerhardt selbst eine Messe zu widmen – um sie an diesem Tag freizulassen. Mastushita ist das höchste Risiko eingegangen. Denn für ihre erste Zusammenarbeit mit einem Sinfonieorchester hat sich die Japanerin den ganz großen Instrumentalkasten zurechtgelegt. Emi Abo (Sopran), Angela La Rosée (Mezzosopran) und Tenor Nam Won Huh als Solisten, dazu der Klangkörper der Medizinischen Fakultät aus Mannheim. (…) Doch wie klingt sie denn nun, die „Messe Paul Gerhardt“? Zu allererst einmal: finster. Statt barocker Opulenz und christlich-gläubigen Ranken dominiert der konzentrierte, strenge Purismus, der die Agonie der Sünde in bittere Wogen schwärzlicher Abgründe kleidet. Der weitgehend vollständige Verzicht auf Rezitativ-Wiederholungen forciert zudem eine Pointe, die für jede Form der Zuversicht wenig Atem übrig lässt – den Zuhörer jedoch nicht vollends ersticken will. Es ist eine sehr differenzierte Musik, die in ihrem Vorhaben erst verstanden werden muss, weil sie uns eine Dunkelheit schenkt, in der das Licht glänzt“, erklärt es Patricia Rojas-Schubert, die die Partitur ein halbes Jahr mit ihrem Orchester einstudierte. „Wer den Zugang zu diesem Lichtschimmer erhellt, kann in von Matsushita knallhart dirigierten 25 Minuten zwischen der vibrierenden Melodik im Sanctus und schneidenden Bläser-Dissonanzen im Gloria Haas bemerkenswertes Material zwischen Wolfgang Rihm und Georg Friedrich herausspüren. Es vereint progressive Avantgarde mit lateinischen Traditionstexten, ohne die Wurzeln in Richtung Bach und Beethoven ganz zu begraben. Harter Stoff, der verdient seinen Beifall, und mit ein wenig Dur im Agnus Dei immerhin doch noch einen versöhnlichen Frieden findet – die Erlösung darf kommen.“

## Vertonung von Gedichten von Friedrich Nietzsche und andere klassische Kompositionen
Matsushita vertont ebenfalls Gedichte von Friedrich Nietzsche und komponiert u. a. für klassisches Klaviertrio (Piano, Violine, Cello):
- Junge Fischerin, Friedrich Nietzsche auf YouTube, abgerufen am 11. Juli 2021.
- Klavier Trio Regenbogen und Bogen auf YouTube, abgerufen am 11. Juli 2021.
- Klavier Trio Einhorn und Flügel auf YouTube, abgerufen am 11. Juli 2021.

## Kompositionen in alphabetischer Reihenfolge
- Aquarium (12. Aug. 2011)
- Autumn Colors (1. Okt. 2008)
- B.B’s Bounce (2010)
- Beautiful Mountain (2010)
- Blue Eyes (30. Juni 2008)
- Bobby Baby Blue (22. Aug. 2008)
- Bouquet (3. Aug. 2008)
- Captain Wolfgang (18. Dez. 2008)
- Cats (2003)
- Circadian Rhythm (1. Aug. 2007)
- Comets (16. Mai 2008)
- Dedicated to Paul Gerhardt Church (8. März 2010)
- Diamond Snake (10. Sep. 2007)
- Dollface (18. März 2009)
- Empty Dream (28. Juli 2007)
- Esskastanie (9. Sep. 2007)
- F-Phrygian (2. Nov. 2011)
- Fantasia (1. Okt. 2008)
- For Hartmut (26. Feb. 2012)
- For Papa (29. Jan. 2010)
- German Hot Dog, A (13. Feb. 2007)
- Go Home (20. April 2012)
- Grieg’s Mood (9. März 2010)
- Gypsy (2010)
- Happy-Go-Lucky (26. Sep. 2008)
- Hesitation (11. Feb. 2010)
- Hip Hop Hase (5. März 2009)
- Holzhausenschlosschen (10. Juli 2007)
- How Far Is It To You? (28. Juli 2007)
- I Care About You (16. Aug. 2008)
- Impressionism (2010)
- J. F. (5. Aug. 2008)
- Jumbo (20. Feb. 2010)
- Krankenwagen Song (2004)
- Kurpfalzwaltz (30. Juni 2011)
- Late Summer Song (26. Aug. 2008)
- Little Bird Waltz, A (21. Nov. 2008)
- Little Prince, The (2010)
- Loreley (30. Juli 2008)
- Luna Leaf (19. Feb. 2012)
- Made In Japan (13. Aug. 2008; comp. Krämer/Matsushita)
- Magma (15. März 2011)
- Maria & Anna (20. Juni 2009)
- Mars Sonata (2. Juli 2008)
- May In Berlin (30. Jan. 2009)
- Mendelssohnian (11. März 2010)
- Messe Paul Gerhardt (23. Juli 2017)
- Midnight In the Botanic Garden (17. Aug. 2007)
- Mr. Riverside (1. März 2008)
- Night Cafe (8. Okt. 2005)
- Night Piece (9. Nov. 2008)
- No Money! (15. Nov. 2008)
- Noah’s Ark (4. Feb. 2009)*
- October Sunflower (1. Okt. 2007)
- Old Main Bridge (8. Okt. 2005)
- Poor Man, A (22. Feb. 2007)
- Pray (15. Aug. 2011)
- Quadrat Town (8. Dez. 2008)
- Queen Bee (28. Juli 2007)
- Raclette (1. Jan. 2009)
- Rainbow Dance (4. Nov. 2008)
- Ravine (17. Aug. 2007)
- Romantic Street (25. März 2007)
- Sad G (12. Okt. 2008)
- Satiely Sachie (27. Feb. 2010)
- Schwarzwald (27. Sep. 2010)
- Sea Life (2. Dez. 2008 comp. Matsushita/Krämer)
- Skyline (14. Aug. 2008)
- Sleepless (16. Okt. 2011)
- Snow (27. Nov. 2011)
- So-La-Mi (1. März 2008)
- Sorrow Morrow (30. Juni 2008 comp. Matsushita/Krämer)
- Spiral Waltz (28. Sep. 2008 comp. Matsushita/Krämer)
- Stepmother (17. März 2009)
- Stop Stomping (19. Nov. 2008)
- Summer Palm’s Groove (9. Juli 2008)
- Summer Vacation (28. Aug. 2011)
- Sunshine (Aug. 2010)
- Swan Song, A (Aug. 2010)
- Tulip (8. Nov. 2008)
- Umi-Kaze (17. Juni 2009)
- Venus (15. Aug. 2008)
- Vineyard (10. Sep. 2007)
- Virtuos (10. Okt. 2008)
- Waltz For Annie (12. Feb. 2007)
- Weeping Cherries (31. Juli 2007)
- Winterabend (5. Jan. 2009)
- With Best Wishes (24. Aug. 2008 comp. Krämer/Matsushita)
- Wonderland (9. Aug. 2008)
- You And I (17. Mai 2012)
- Yui Blue (24. Jan. 2011)

## Diskografie
- Sachie Matsushita Trio  – “Umi-Kaze – JMG Vol.1” (2010) FUMIYA Music
- Sachie Matsushita – Solo Piano  – “Tribute” (2011) FUMIYA Music
- Sachie Matsushita & Markus Krämer–“Suite – JMG Vol. 2” (2011) FUMIYA Music
- Sachie Matsushita Quartet – “Birds – JMG Vol. 3” (2014)  FUMIYA Music
- Matsushita-Rek-Ditzner – “Free” (2016) fixcel records[3]